# Smålands runinskrifter 145

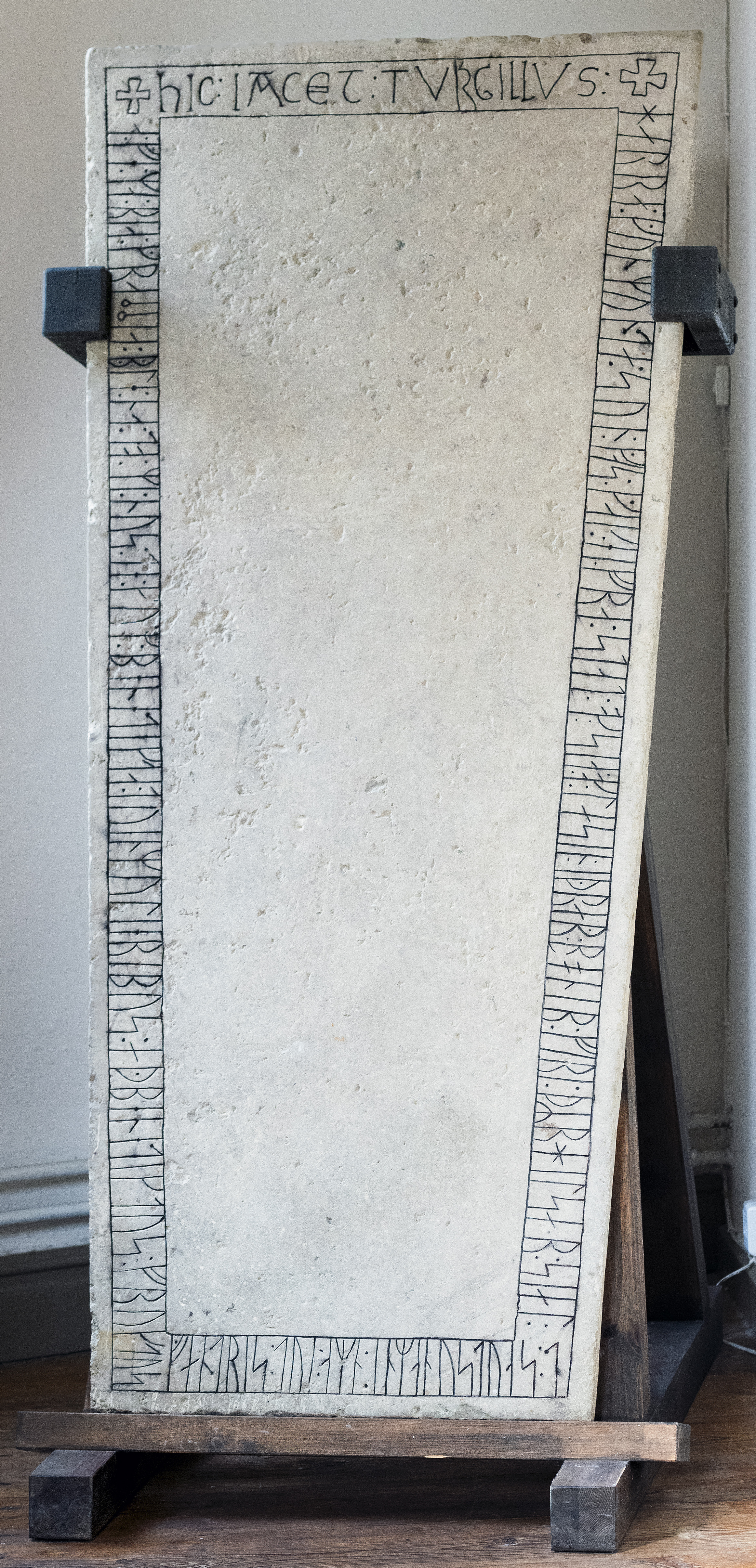
Sm 145 i Ukna kyrka.

Smålands runinskrifter 145 (runinskrift Sm 145) är en gravhäll från Ukna gamla kyrka (uppförd på 1200-talet, idag en ruin) med medeltida runinskrift på båda runsvenska och runlatin. Skriften är daterad till mellan slutet av 1200-talet till början av 1300-talet. Hällen har sedan dess flyttats till nya Ukna kyrka, uppförd åren 1836–1838.

## Runinskrift
Övre kortända bär skrift på latin skriven med medeltida latinska bokstäver. Denna sammanhänger med höger långsida som fortsätter skriften på fornsvenska skriven med medeltida runor. Vänster långsida och undre kortsida bär istället latinsk skrift utmed hela raden fast då skriven med medeltida runor.

### Inskriften
Translitterering av runraden:
{HIC : IACET : TUʀGILLUS} : hærræ : guNmuNdæ : sun : gas : gak : ei : fra : stat : o͡k : sia : o͡k : læsin : iðræʀ : bøniʀ : firi : þyrhilsær : siæl : a:ve : ma:ria : graccia : ple:na : do:mi:nus : te:kum : benedikta : tu in mulieribus : æð benediktus : fruktus væNtris : tui : amn : in manus tuas : d
Normalisering till latin:
{Hic iacet Turgillus}, Herra Gunnmundaʀ sunn Gas. Gakk æi fra, statt ok se ok lesin iðraʀ bøniʀ fyriʀ Þorgislaʀ sial. Ave Maria, gratia plena, Dominus tecum. Benedicta tu in mulieribus, et benedictus fructus ventris tui. Amen. In manus tuas D[omine].
Översättning till nusvenska:
Hie iacet Turgillus (Här vilar Torgils), son till Herr Gudmund Gås. Gå ej härifrån, stanna och se (el. se härpå) och läsen edra böner för Tyrgils' själ: Ave Maria, gratia plena, Dominus tecum. Benedicta tu in mulieribus, et benedictus fructus ventris tui. Amen. In manus tuas D(omine). (Var hälsad Maria, fullav nåd! Herren är med dig.Välsignad vare du bland kvinnor och välsignad ditt skötes frukt! Amen! I dina händer,Herre, (befaller jag min ande).)